# Alfred Hitchcock presenta (serie televisiva 1955)
(Introduzione di tutti gli episodi)
Alfred Hitchcock presenta (Alfred Hitchcock Presents) è una serie televisiva statunitense creata da Alfred Hitchcock. In Italia era conosciuta con il titolo di Hitchcock presenta Hitchcock.
La caricatura di Hitchcock che compare nei titoli è stata realizzata dallo stesso Hitchcock.

## Trama
La serie non ha una trama lineare, né personaggi fissi, ma tutti gli episodi hanno un elemento in comune: il crimine, che viene perpetrato a volte nelle forme più inimmaginabili e grottesche. Lo stesso Hitchcock ebbe a dire, riguardo alla serie: «Essa riporta il crimine in casa, dove esso risiede».

## Episodi
| Stagione         | Episodi | Prima TV originale | Prima TV Italia |
| ---------------- | ------- | ------------------ | --------------- |
| Prima stagione   | 39      | 1955-1956          | 1959            |
| Seconda stagione | 39      | 1956-1957          | 1959            |
| Terza stagione   | 39      | 1957-1958          | 1959            |
| Quarta stagione  | 36      | 1958-1959          | 1961            |
| Quinta stagione  | 38      | 1959-1960          | 1962            |
| Sesta stagione   | 38      | 1960-1961          | 1963            |
| Settima stagione | 39      | 1961-1962          | 1964            |

In Italia il Programma Nazionale della Rai trasmise la serie in modo discontinuo a partire dal 17 gennaio 1959, iniziando con gli episodi della stagione 3.
Il tema musicale della serie è il brano Marcia funebre per una marionetta del compositore Charles Gounod.
Delle 268 puntate solo 17 sono state dirette da Hitchcock.

## Altre serie
Nel 1962 Hitchcock creò un'altra serie televisiva intitolata L'ora di Hitchcock.
La serie ha avuto un rifacimento moderno nel 1985 con l'omonima serie televisiva Alfred Hitchcock presenta.

## Cameo
Alfred Hitchcock era solito fare delle brevi apparizioni (cameo) nei suoi film. Tuttavia, nello show televisivo Alfred Hitchcock presenta è apparso solo due volte (a parte le introduzioni e le chiusure). Il primo cameo si trova nell'episodio 6 della prima stagione in un quadro autografato in casa del protagonista, il secondo in un episodio del 1958 della terza stagione dal titolo Un salto nel vuoto: al minuto 5:15 dell'episodio, Hitchcock appare sulla copertina di una rivista letta da Mr. Renshaw (Philip Bourneuf).

## Guest star
Molti attori famosi hanno recitato nei vari episodi; alcuni di essi sono:
Robert Redford, Oskar Homolka, Barbara Bel Geddes, James Best, Charles Bronson, Everett Sloane, James Coburn, Joseph Cotten, Bette Davis, Robert Duvall, Claude Rains, George Peppard, Karl Swenson, Tom Ewell, Peter Falk, John Forsythe, Coleen Gray, Peter Lorre, Steve McQueen, Walter Matthau, Betty Field, Ray Milland, Elizabeth Montgomery, Roger Moore, Vincent Price, Patricia Hitchcock, Burt Reynolds, Murray Hamilton, Harry Dean Stanton, William Shatner, Alan Napier, John Williams, Hazel Court, Hume Cronyn, Martin Balsam, Leslie Nielsen, Anne Francis, Robert Vaughn, E.G. Marshall, Laurence Harvey, Dean Stockwell, Vera Miles, Suzanne Pleshette, John McIntire, Robert Morse, Jack Klugman, Sydney Pollack, Richard Chamberlain, Scatman Crothers, Harry Dean Stanton, Frank Gorshin, Barbara Steele, Patrick Macnee, Gloria Swanson, Zachary Scott, Phyllis Thaxter, Clu Gulager, Katherine Squire, Crahan Denton, Jeanette Nolan, Harry Morgan, Barbara Baxley, Robert Emhardt, Raymond Massey, Richard Chamberlain, Ray Teal, Neile Adams, Sam Jaffe, Nehemiah Persoff, Peter Mark Richman, Cara Williams, Beatrice Straight, Fay Spain, Norman Lloyd, Arch Johnson, Read Morgan, Patricia Collinge, George Grizzard, Eric Portman, Irene Tedrow, Ralph Clanton, Audrey Totter, Joby Baker, Harp McGuire, Dick Van Dyke, Stella Stevens, Paul Stewart, Brian Keith, James Best, Sal Ponti, James Westerfield, Frank Maxwell, David Fresco, Robert Horton, Hermione Gingold, Venetia Stevenson, Barbara Bel Geddes, Alexander Scourby, Daniel White, Joanna Moore, Yale Wexler, Henry Jones, Dick York, Eleanor Patterson, Irene Windust, Linda Lawson, Dennis Weaver, James Millhollin, Judy Canova, Royal Dano, Arch Johnson, Ellen Corby, Bob Sweeney, Robert Bray, Ronald Nicholas, Paul Ford, Billy Gray, Frank Maxwell, Jeremy Slate, Biff Elliot, Rip Torn, Bert Freed. Mary Munday, Kay Walsh, Eric Barker, Cecil Parker, William Kendall, Larry Gates, Myron McCormick, Bert Convy, Edward Platt, Wendy Hiller, Gigi Perreau, Ronald Howard, Juano Hernández, Kenneth Tobey, Ruby Goodwin, Macdonald Carey.

### Lista delle guest star per episodi
- 4.16 La vendetta: Bette Davis.
- 4.32: Clint Eastwood
- 5.7 L'esame: Walter Matthau, Robert Vaughn.
- 5.15 L'uomo del sud (1960): Steve McQueen, Peter Lorre.
- 6.28 Gratitudine: Peter Falk.
- 7.11 Il farmaco adatto: Robert Redford.